# Ипаррагирре, Хосе Мария
Хосе Мария Ипаррагирре Балерди (исп. José María Iparraguirre Balerdi, баск. Jose Maria Iparragirre Balerdi; 12 августа 1820, Вильярреаль, Испания — 6 апреля 1881, Эскиога-Ичасо, Испания) — баскский поэт-песенник, композитор, гитарист, берчолари.

## Биография

### Детство
Родился в Вильярреале (современное название — Урречу) 12 августа 1820 года в семье Хосе Агустина Ипаррагирре Аранбуру и Мануэлы Франсиски Балерди Эскорты, занимавшихся продажей сладостей. Семья жила в доме Альсола (дом № 10) по улице Майор (современное название — улица Ипаррагирре). У Хосе Марии была сестра Асенсия (родилась в 1818 году и, по-видимому, умерла в детстве) и брат Фелипе Сантос (родился в 1822).
Был крещён в церкви Святого Мартина Турского на следующий день после рождения. Посещал муниципальную школу в Серайне, где преподавал его дядя Хосе Антонио.

### Юность
В возрасте тринадцати лет начал изучать гуманитарные науки в Витории, где жил в семье своей тётки по отцу Хуаны Франсиски. Вскоре после этого переехал вместе с родителями в Мадрид и продолжил учёбу там. В 1834 году Ипаррагирре сбежал из дома и вернулся в Страну Басков, по собственному утверждению, «без иной мысли, кроме любви к моим соотечественникам». Принял участие в первой карлистской войне на стороне дона Карлоса. Пошёл в 14 лет добровольцем в 1-й батальон Гипускоа. Провёл на войне пять лет. Участвовал в сражениях при Арригорриаге и Кастресане. В июле 1835 года подросток Хосе Мария был ранен в битве при Мендигорри. Он был снова ранен в апреле 1836 года в битве при Кастехо, при защите моста. В составе гвардии короля Карлоса Ипаррагирре вместе с ним отправился в изгнание в сентябре 1839 года из городка Эндарлаца.

### Молодость
В 1840 году Ипаррагирре переселился во Францию, где брал уроки вокала у певицы Каролины Дюпре и начал выступать на публике. Позже стал выступать в разных городах Франции вместе с труппой итальянских артистов. Вступил в любовную связь с артисткой Софи Адель Пикар; 9 августа 1847 года в Эльзасе родился их сын Фернандо Хосе (по другим данным Хосе Фернандо), которого Ипаррагирре признал в 1857 году.
В 1848 году Ипаррагирре выслали из Франции, и он посетил Италию, Швейцарию, Германию и Англию, продолжая давать концерты.
В 1853 году вернулся в Испанию. В том же году в Мадриде впервые исполнил своё самое известное сортсико «Дерево Герники». В 1855 году был заключён в тюрьму в Толосе по обвинению в политической агитации, затем выслан из Страны Басков, жил в Астурии, Галисии и Португалии.

### Переезд в Южную Америку
29 августа 1858 года Ипаррагирре и его невеста Мария Анхела Керехета Айспуруа отправились из Байонны в Буэнос-Айрес, куда прибыли 30 октября. Они поженились 26 февраля 1859 года в церкви Святого Игнатия в Буэнос-Айресе. Через несколько дней после свадьбы Ипаррагирре уехал в Уругвай к своему двоюродному брату Доминго, оставив Анхелу в Аргентине у родственников. Работал на ферме в Нуэва-Пальмире, ухаживал за овцами. Затем в Нуэва-Пальмиру приехала и Анхела, и 13 февраля 1861 года родился их старший сын Бенигно. В апреле того же года семья переехала в Монтевидео.

### Возвращение на родину и смерть
С 1865 года Ипаррагирре отправлял письма в Страну Басков, прося посодействовать его возвращению. В 1877 году баскское общество Laurak Bat организовало концерт Ипаррагирре в театре «Колон» (Буэнос-Айрес) и объявило сбор денег, чтобы помочь ему вернуться на родину. 24 сентября Ипаррагирре отплыл из Буэнос-Айреса в Бордо и прибыл туда 20 октября. Его жена и восемь детей: Бенигно, Франсиска, Анхела, Лусия, Фелиса, Доминга, Мария и Хосе — остались в Уругвае. После отъезда мужа Анхела вступила в отношения с французским баском Доминго Элучансом, а 29 декабря 1883 года вышла за него замуж.
5 апреля 1881 года Ипаррагирре встретился с друзьями, затем попытался вернуться домой, но в пути его застигла буря, и он вынужден был остановиться на ферме Сосабарро в Эскиога-Ичасо, где на следующий день умер от закупорки лёгких В Уругвае была популярна неподтверждённая версия его смерти от отравления грибами. Он был похоронен в Вильярреале в соответствии с католическими обычаями. Его единственным наследником в Испании был Хулиан Лусио Аньель-Кирога Ипаррагирре. Впервые тело Ипаррагирре было эксгумировано в 1920 году по просьбе одной из его дочерей.

## Семья
Отец — Хосе Агустин Ипаррагирре Аранбуру (1794 — около 1855), родом из Идьясабаля, кондитер и продавец сладостей в Урречу, неграмотный. Мать — Мануэла Франсиска Балерди Эскорта (1793 — ?), из Гавирии, также занималась продажей сладостей. Сестра Асенсия (1818—?), брат Фелипе Сантос (1822—?). Известно, что в 1850 году на той же улице Мадрида, что и Фелипе Сантос, проживали две незамужние сестры по фамилии Ипаррагирре: Рамона и Мария Хавьера, предположительно единокровные сёстры Хосе Марии.
Жена — Мария Анхела Керехета.
В браке родилось восемь детей:
- Бенигно Симон (1861—1911);
- Франсиска Антония (1864—?);
- Мария Анхела (1867—?)
- Фелипа Лусия (?)
- Фелисиана (Фелиса; ? — около 1958)
- Доминга (?)
- Мария Сирила (? — около 1936)
- Хуан Хосе (?—1959)[6][21]

Внебрачный сын Фернандо Хосе (по другим данным Хосе Фернандо или Жозеф-Фернан) де Ипаррагирре Пикар (1847—?).

### Потомки Ипаррагирре
Больше всего информации сохранилось о потомках старшего сына Ипаррагирре Бенигно Симона, проживавшего в Аргентине. От его брака с Хосефой Дельгадо родилось тринадцать детей: Хосе, Бенигно, Иполито, Хуан, Эрнесто, Франсиска, Хулиана, Хосефа, Хуана, Роса, Анхела и Бенигна.
У дочери Ипаррагирре Франсиски Антонии, жившей в Уругвае, было четверо детей (три дочери и сын) от брака с Хуаном Баутистой Листуром. Из них по именам известны дочь Исидора София, вышедшая замуж за своего дядю Андреса (сына Анхелы от второго брака), и сын Хуан Хосе.
Мария Анхела умерла вскоре после того, как вышла замуж за баска-эмигранта. Детей у неё не было.
Фелипа Лусия жила в Буэнос-Айресе и была замужем за Эдельмиро Корреей де Монтенегро. У них также было четверо детей: Лусия, Росабланка, Херман и Эльба.
Фелисиана также жила в Аргентине. Известно, что у неё была дочь от брака с Хосе Ласой. Умерла около 1958 года в Лос-Тольдос.
Мария Сирила жила в Уругвае. В 1900 году вышла замуж за галисийца Хосе Кабанеласа Алонсо, продавца книг по профессии. Около 1920 года посетила Виьярреаль-де-Урречу. Умерла в городе Мерседес около 1936 года, детей у неё не было.
Хуан Хосе жил в Аргентине, где родились две его дочери, затем переехал в Уругвай. Умер в Мерседесе в 1959 году.
Все потомки Ипаррагирре, жившие во Франции, сохранили старое написание фамилии и приставку де: De Yparraguirre. Его внебрачный сын Жозеф-Фернан воспитывался в семье матери, затем работал бухгалтером в страховой компании. В 1877 году женился на ткачихе Мари Стефани Майошон. В браке родилось двое детей: сын Фернан-Дени и дочь Адель. Жозеф-Фернан умер в доме своего сына в 1929 году. По данным за 1999 год во Франции проживало четверо потомков Ипаррагирре.

## Творчество
Произведения Ипаррагирре созданы в традиции романтизма и тесно связаны с баскской мифологией и фольклором. Ипаррагирре считается одним из наиболее значимых баскских поэтов, а его самая известная песня «Дерево Герники» стала знаковой для баскского национального движения.
Другие известные произведения:
- Nere maitiarentzat (Моей любимой);
- Adio euscal-erriari (Прощание со Страной Басков);
- Nere etorrera lur maitera (Моё возвращение на милую землю);
- Nere amac balequi (Если бы моя мать знала);
- Nere izarra (Моя звёздочка);
- Gitarra sarcho bat (Старая гитара);
- Jaungoika eta arbola (Бог и древо);
- Cantari euscalduna (Баскский певец);
- Glu, glu, glu (Буль-буль-буль).

## Память
Памятник Ипаррагирре в Вильярреале (Урречу) был открыт 28 сентября 1890 года. Его автор — каталонский скульптор Франсиско (Франсеск) Фонт-и-Понс. Кроме того, памятник Ипаррагирре поставлен и в Гернике.
К столетию со дня смерти поэта на его могиле был поставлен мавзолей «Жажда свободы», по форме напоминающий дольмен и опирающийся на семь колонн с гербами баскских провинций. Автор проекта — Хосе Висенте Ласа. Открытие состоялось 5 апреля 1981 года, на нём присутствовал председатель правительства Страны Басков Карлос Гарайкоэчеа.
В конце XX века, когда большинство улиц Урречу были переименованы, улицу Майор (с исп. — «главная»), где родился Ипаррагирре, переименовали в его честь. Помимо улицы, в Урречу есть площадь Ипаррагирре.
Гитара Ипаррагирре хранится в Ассамблее Герники.
В 1980 году в Ордьяре была поставлена пьеса Пьера Бордасара «Ипаррагирре».
В 1999 году группа Oskorri выпустила альбом Iparragirre bueltan etxera (с баск. — «Ипаррагирре возвращается домой»), в который вошло 23 песни на стихи и музыку Ипаррагирре.

## Галерея
| - Дом Альсола в Урречу, где родился Ипаррагирре - Портрет Ипаррагирре работы Ф. Брингаса - Портрет Ипаррагирре работы Р. Бесерро де Бенгоа (1881) - Мавзолей «Жажда свободы» на кладбище Урречу - Памятник Ипаррагирре в Урречу - Памятник Ипаррагирре в Гернике - Гитара Ипаррагирре |